# Buffy Sainte-Marie
Buffy Sainte-Marie (née Beverley Jean Santamaria) est une auteure-compositrice, chanteuse et actrice américaine, née le 20 février 1941 à Stoneham (Massachusetts) de parents blancs, qui pendant la majorité de sa carrière s'est présentée comme une artiste autochtone canadienne aux origines cries.
Elle est en particulier l'auteure de la chanson à succès Bury My Heart at Wounded Knee (Enterre mon cœur à Wounded Knee) qui fait référence à l'occupation en 1973 du site historique du massacre de Wounded Knee par des Sioux oglalas lakotas armés et par des militants de l'American Indian Movement (AIM) ainsi que Up Where We Belong interprétée par plusieurs artistes. Outre ses réalisations dans le domaine artistique, Buffy Sainte-Marie est également connue comme activiste sociale.

## Biographie

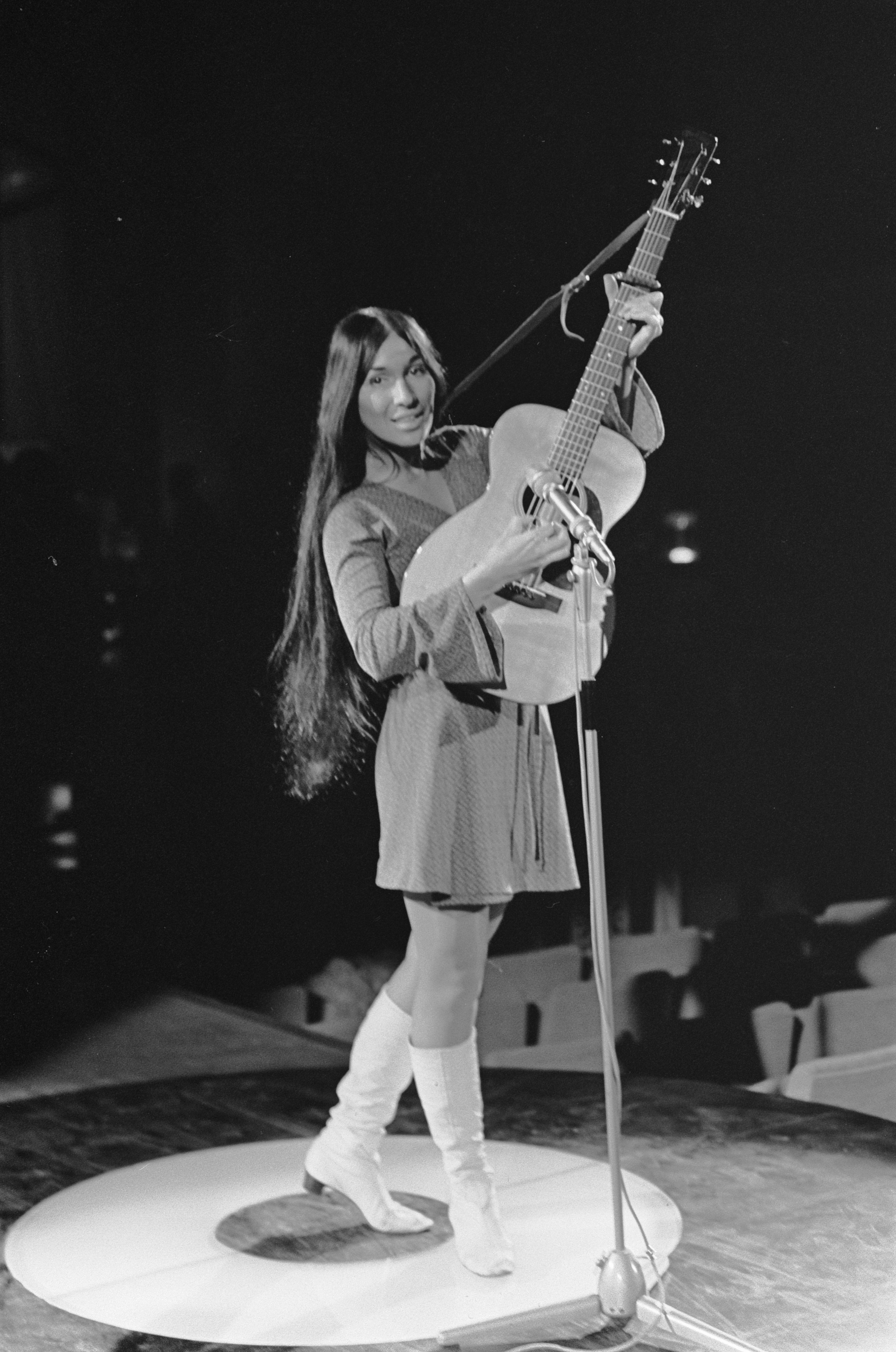
Buffy Sainte-Marie en mars 1968.

Née en 1941, à Stoneham (Massachusetts) de parents blancs, elle s'est présentée longtemps (durant toute sa carrière) comme une artiste autochtone canadienne aux origines cries,.

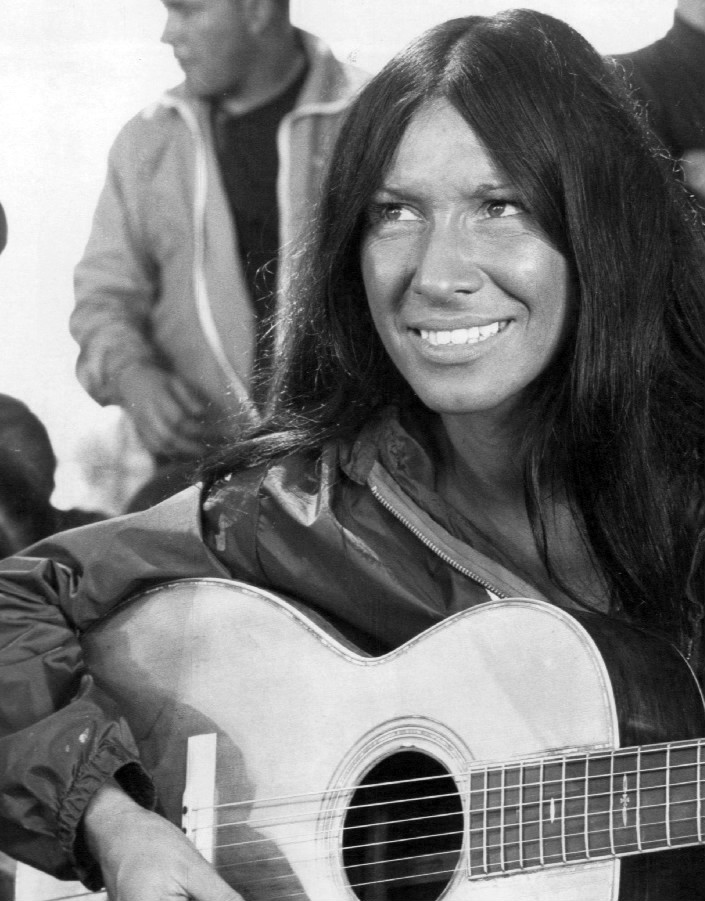
Buffy Sainte-Marie en 1970.

Elle termine ses études en 1962 et commence sa carrière d'artiste. Elle fait ses tournées seule dans des collèges nord-américains, des réserves indiennes, des salles de concert rencontrant les acclamations mais aussi l'incompréhension du public et des compagnies du disque, ces dernières s'attendant à voir débarquer une gentillette Pocahontas, car la mentalité de l'époque est encore très empreinte des clichés cinématographiques. À l'âge de 24 ans, elle apparaît dans toute l'Europe, le Canada, l'Australie et l'Asie, recevant médailles et prix. Son titre Until It's Time for You to Go est repris par Elvis Presley et beaucoup d'autres, et Universal Soldier devient l'hymne des mouvements pour la paix. Lors de la sortie de son tout premier album, It's My Way!, elle est élue meilleure nouvelle artiste.
Elle disparaît soudainement en pleine vague hippie durant le mandat de Lyndon Johnson, alors président des États-Unis (de 1963 à 1969).
À son insu, elle fait partie de la liste noire des artistes engagés politiquement et son nom est épinglé à la Maison-Blanche comme tant d'autres dont la musique « mérite de ne pas être diffusée ». Ses titres sont interdits de diffusion sur les ondes hertziennes. Invitée sur les plateaux de télévision grâce au succès de Until It's Time for You to Go, elle s'entend dire que les problématiques liées aux Amérindiens et le mouvement pour la paix n'étaient pas d'actualité afin de limiter ses commentaires. Le président suivant, Richard Nixon, la critique vertement pour son titre Bury My Heart at Wounded Knee, se référant à l'occupation en 1973 du site historique du massacre de Wounded Knee, en plein scandale du Watergate, par des Sioux oglalas lakotas armés et des militants de l'American Indian Movement (AIM) excédés par les troubles dont ils sont les victimes, dans la réserve indienne de Pine Ridge (la chanson rappelle aussi le meurtre déguisé d'Anna Mae Aquash). Elle reste célèbre dans les régions et hors des États-Unis.
Délaissant un peu le public adulte, elle rejoint les plateaux de Sesame Street pendant cinq années. Elle continue d’apparaître dans de nombreux concerts populaires, des événements militants tels que le mouvement amérindien, American Indian Movement, au Canada et aux États-Unis.
En 1983, elle épouse le compositeur américain Jack Nitzsche, mort en 2000. Elle est aussi la fondatrice de North American Women's Association.
En 2011, Buffy Sainte Marie, âgée de 70 ans, continue de chanter sur les scènes du monde : Australie, Canada, Angleterre, États-Unis, Danemark.
En 2017, elle revisite son répertoire avec des arrangements studio parfois très électriques dans l'album Medicine Songs.

### Origine autochtone contestée
Sainte-Marie a déclaré à de multiples reprises être d'origine crie de la première nation de Piapot de la province canadienne de la Saskatchewan, ou parfois, algonquienne, ou encore micmaque. Cette affirmation est contestée par des membres de sa famille, originaire du Massachusetts, aux États-Unis, ce qui a donné lieu à une enquête journalistique de CBC en 2023,. 
Le reportage présente son certificat de naissance, ainsi que différents témoignages de membres de sa famille, qui depuis 1971 contestent sa déclaration. Ils affirment au contraire qu'elle est bien née de ses parents, Albert et Winifred, caucasiens, de descendance anglaise et italienne, et qu'elle n'a aucun sang autochtone, que ce soit du peuple cri ou encore algonquien ou micmac. Ils réfutent que sa mère l'aurait soit abandonnée, ou encore qu'elle serait morte, ou encore qu'elle aurait été prise à ses parents, comme elle le prétend alternativement depuis qu'elle a environ vingt ans. L'enquête présente une lettre de l'avocat de Buffy menaçant son propre frère de poursuites légales s'il ne cessait de vouloir révéler la vérité, et une lettre de Buffy l'accusant de l'avoir agressée et le menaçant d'utiliser ceci contre lui s'il parlait de son ethnicité.
Le 3 janvier 2025, elle est déchue de l'Ordre du Canada. En mars de cette année-là, elle perd aussi ses prix Juno, Polaris et sa place au Panthéon de la musique canadienne parce qu'« elle n'est pas canadienne ».

## Filmographie

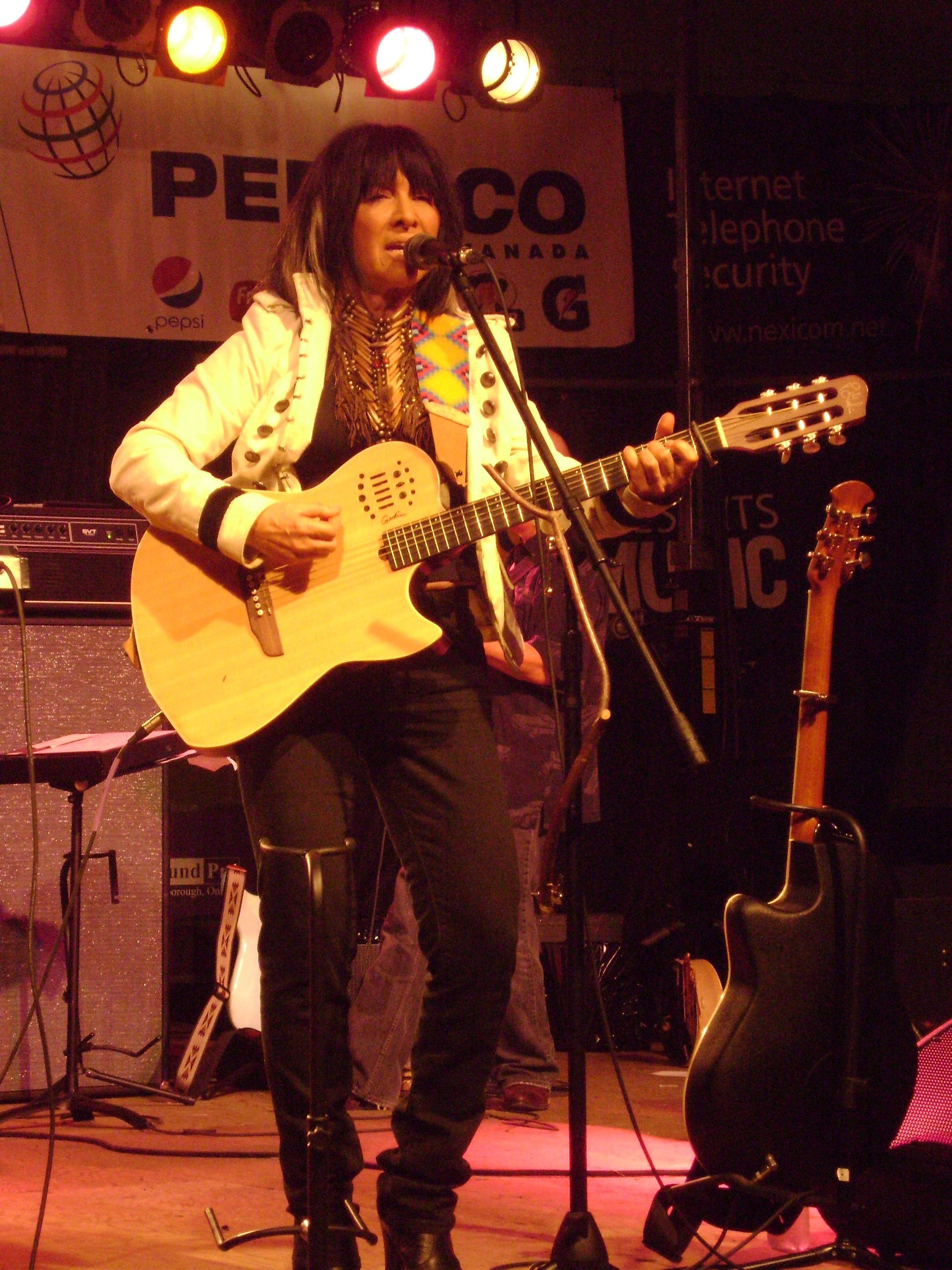
Buffy Sainte-Marie en 2009.

### Comme compositrice
- 1970 : Soldat bleu, chanson du film

Ce film traite des guerres indiennes et des massacres ethniques qui leur sont liés.
- 1979 : Spirit of the Wind
- 1986 : Stripper
- 1996 : Buffy Sainte-Marie: Up Where We Belong (TV)

### Comme actrice
- 1968 : Le Virginien saison 7 épisode 7 (The heritage) : Nai'be
- 1969 : 1, rue Sésame ("Sesame Street") (série TV) : Buffy (1976-1981)
- 1991 : Son of the Morning Star (TV) : Kate Bighead (voix)
- 1993 : La Chaîne brisée (The Broken Chain) (TV) : Gesina 'Grandmother' / Seth's Wife
- 1996 : Snow White (TV) : White Snow (Snow White) (voix)

## Distinctions et nominations

### Americana Music Honors & Awards
| Année | Catégorie                                       | Pour               | Résultat |
| ----- | ----------------------------------------------- | ------------------ | -------- |
| 2015  | prix Spirit of Americana / Free Speech in Music | Buffy Sainte-Marie | lauréat  |

### BAFTA
| Année | Catégorie                   | Pour                                                      | Résultat |
| ----- | --------------------------- | --------------------------------------------------------- | -------- |
| 1983  | meilleure chanson originale | "Up Were We Belong" (avec Will Jennings et Jack Nitzsche) | lauréat  |

### GMA Dove Award
| Année | Catégorie                              | Pour                                                                          | Résultat |
| ----- | -------------------------------------- | ----------------------------------------------------------------------------- | -------- |
| 1998  | chanson gospel contemporain de l'année | "Up Were We Belong" (avec Bebe & Cece Winans, Will Jennings et Jack Nitzsche) | lauréat  |

### Prix Gemini
| Année | Catégorie                                         | Pour              | Résultat |
| ----- | ------------------------------------------------- | ----------------- | -------- |
| 1997  | meilleure interprétation dans un spécial télévisé | Up Were We Belong | lauréat  |

### Golden Globes
| Année | Catégorie                   | Pour                                                      | Résultat |
| ----- | --------------------------- | --------------------------------------------------------- | -------- |
| 1983  | meilleure chanson originale | "Up Were We Belong" (avec Will Jennings et Jack Nitzsche) | lauréat  |

### Indigenous Music Awards
| Année | Catégorie           | Pour             | Résultat |
| ----- | ------------------- | ---------------- | -------- |
| 2018  | meilleur album folk | Medecin Songs    | lauréat  |
| 2018  | meilleur vidéoclip  | "The War Racket" | lauréat  |

### Prix Juno
Tous les prix sont révoqués en mars 2025.
| Année | Catégorie                                                | Pour | Résultat   |
| ----- | -------------------------------------------------------- | --- | ---------- |
| 1995  | Panthéon de la musique canadienne                        | Buffy Sainte-Marie                                                                                      | lauréat    |
| 1997  | meilleur enregistrement de musique canadienne autochtone | Up Were We Belong                                                                                       | lauréat    |
| 2009  | enregistrement autochtone de l'année                     | Running for the Drum                                                                                    | lauréat    |
| 2009  | dvd musical de l'année                                   | A Multimedia Life (avec Gilles Paquin et Joan Prowse)                                                   | nomination |
| 2016  | compositeur de l'année                                   | "Farm in the Middle of Nowhere", "Ke Sakihitin Awasis (I Love You Baby)" et "Love Charms (Mojo Bijoux)" | nomination |
| 2016  | album roots contemporain de l'année                      | Power of the Blood                                                                                      | lauréat    |
| 2016  | album autochtone de l'année                              | Power of the Blood                                                                                      | lauréat    |
| 2017  | prix humanitaire                                         | Buffy Sainte-Marie                                                                                      | lauréat    |
| 2018  | album roots contemporain de l'année                      | Medecine Songs                                                                                          | nomination |
| 2018  | album de musique autochtone de l'année                   | Medecine Songs                                                                                          | lauréat    |

### Oscars du cinéma
| Année | Catégorie                   | Pour                                                      | Résultat |
| ----- | --------------------------- | --------------------------------------------------------- | -------- |
| 1983  | meilleure chanson originale | "Up Were We Belong" (avec Will Jennings et Jack Nitzsche) | lauréat  |

### Prix de musique Polaris
Tous les prix sont révoqués en mars 2025.
| Année | Catégorie     | Pour               | Résultat |
| ----- | ------------- | ------------------ | -------- |
| 2015  | liste longue  | Power in the Blood | lauréat  |
| 2015  | liste courte  | Power in the Blood | lauréat  |
| 2020  | prix héritage | It's My Way        | lauréat  |

### Prix du Gouverneur général
| Année | Gala                                                  | Prix                   |
| ----- | ----------------------------------------------------- | ---------------------- |
| 2010  | Prix du Gouverneur général pour les arts du spectacle | réalisation artistique |

### Autres prix

#### Décorations
- 1997 : Ordre du Canada à titre d'officier (Canada)
- 2019 : Ordre du Canada à titre de compagnon (Canada)

Le 3 janvier 2025, sous ordre de la gouverneure générale du Canada Mary Simon, Ste-Marie est déchue de l’Ordre du Canada

#### Doctorats honoris causa
- 1983 : Doctorat honoris causa en beaux-arts de l'Université du Massachusetts (États-Unis)
- 1996 : Doctorat honoris causa en droit de l'Université de Regina (Canada)
- 2000 : Doctorat honoris causa en lettre de l'Université Lakehead (Canada)
- 2003 : Doctorat honoris causa en humanité de l'Université de la Saskatchewan (Canada)
- 2007 : Doctorat honoris causa en lettre de l'Emily Carr University of Art and Design (Canada)
- 2008 : Doctorat honoris causa en droit de l'Université Carleton (Canada)
- 2009 : Doctorat honoris causa en musique de l'Université Western Ontario (Canada)
- 2010 : Doctorat honoris causa en beaux-arts de l'Université de l'École d'art et de design de l'Ontario[11] (Canada)
- 2010 : Doctorat honoris causa en lettre de l'Université Wilfrid-Laurier (Canada)
- 2012 : Doctorat honoris causa en lettre de l'Université de la Colombie-Britannique (Canada)
- 2019 : Doctorat honoris causa en droit de l'Université de Toronto (Canada)

#### Autres
- 1998 : Allée des célébrités canadiennes[12] (Canada)
- 2009 : Canadian Country Music Hall of Fame[13] (Canada)
- 2018 : Prix Frank Blythe au Festival Vision Maker (États-Unis)
- 2021 : Timbre Postes Canada[14] (Canada)